# Semaeopus oaxacana
Semaeopus oaxacana là một loài bướm đêm trong họ Geometridae.